# Berosus ingeminatus
Berosus ingeminatus är en skalbaggsart som beskrevs av Armand D'Orchymont 1946. Berosus ingeminatus ingår i släktet Berosus och familjen palpbaggar. Inga underarter finns listade i Catalogue of Life.